# Řád slunce (Írán)
Řád slunce (persky نشان آفتاب) bylo perské státní vyznamenání založené perským králem Násirem ad-Dínem Šáhem v roce 1873.

## Historie a pravidla
Řád založil perský král Násir ad-Dín Šáh v únoru 1873 v Petrohradu během své cesty po Evropě. Původně byl udílen ve dvou třídách. První třída byla vyhrazena pro panovnice či manželky panovníků a druhá třída pro princezny a šlechtičny vyššího postavení a těm, které si zasloužily zvláštní uznání od šáha. Zrušen byl v roce 1930.

## Třídy
Řád byl udílen ve dvou třídách:
- I. třída
- II. třída

## Insignie
Řádový odznak má tvar slunce s ženskou tváří a je vyroben z platiny. V případě odznaku první třídy je uprostřed odznaku smaltovaný disk s obrazem ženské tváře v přírodních barvách. Obličej je lemován kruhem zdobeným osmnácti diamanty. Ze středového medailonu vychází 32 paprsků jež jsou střídavě zakončeny konkávně (ve tvaru vlaštovčího ocasu) a konvexně (ve tvaru gotického oblouku). Všechny paprsky byly vykládány diamanty. V případě odznaku druhé třídy měl odznak pouze sedmnáct paprsků uspořádaných do oblouku. V letech 1896 až 1907 bylo k jejich výrobě místo platiny používáno stříbro.
Řádové hvězdy první i druhé třídy byly vyrobeny z platiny a velmi se podobaly odznaku, byly ovšem větší.
Stuha v obou třídách měla podobu široké šerpy spadající z praveného ramene na protilehlý bok. Stuha z hedvábného moaré byla růžová se dvěma úzkými proužky zelené barvy na obou stranách.

## Fotogalerie

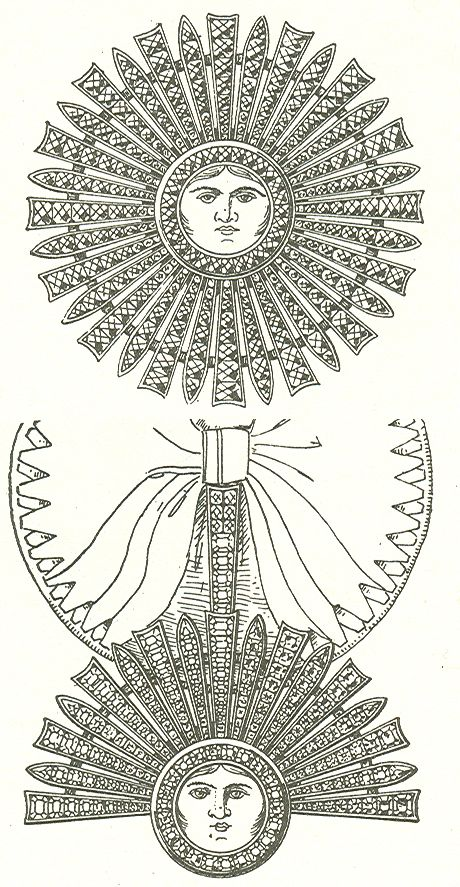
Insignie I. a II. třídy
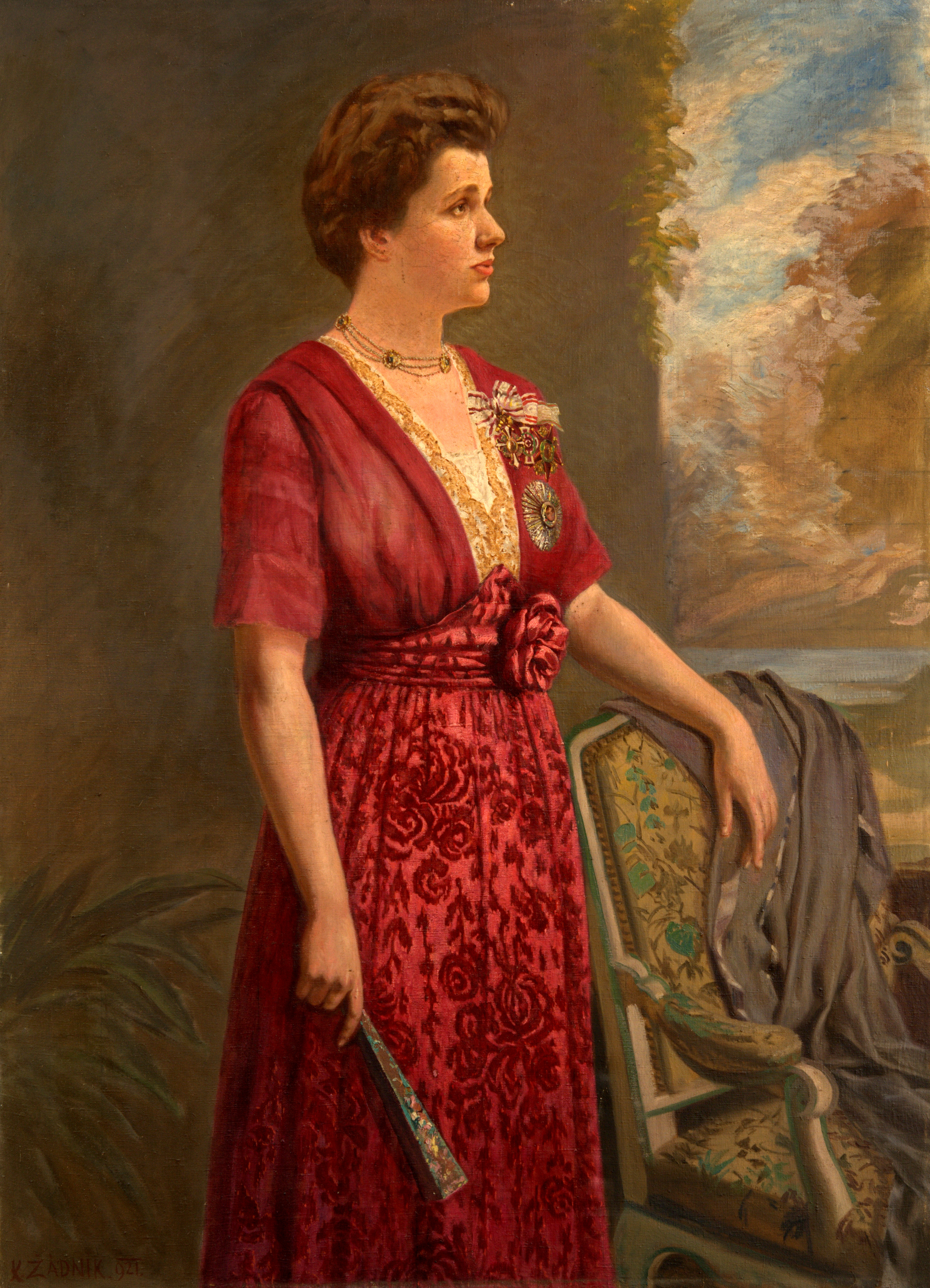
Frieda hraběnka Logothetti roz. sv. paní Zwiedinek von Südenhorst s Řádem Alžběty a Řádem slunce